# Athenaeum Illustre (Amsterdam)

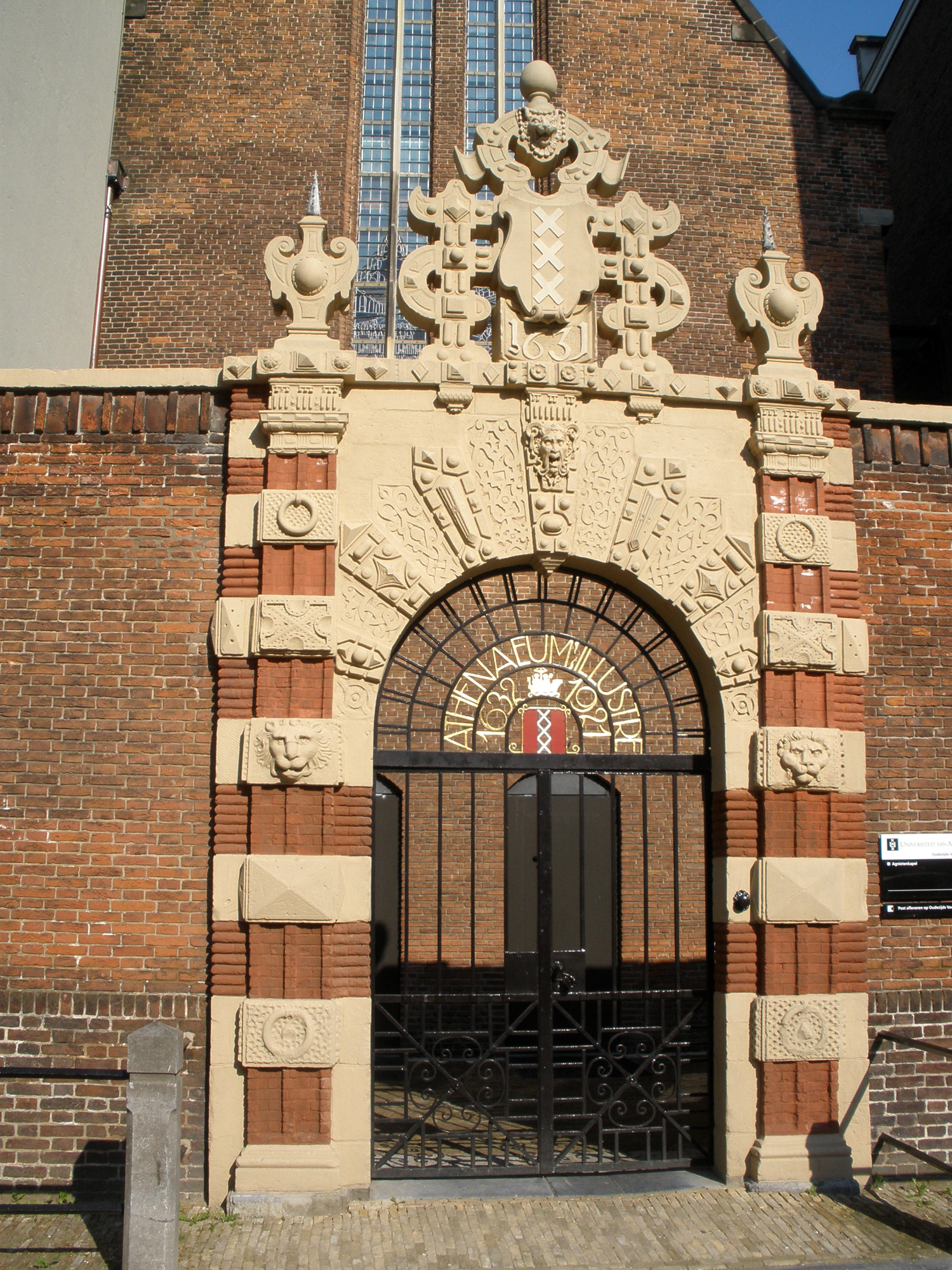
Agnietenkapellets barockport. Järngrinden bär texten "Athenaeum Illustre 1632-1921"

'Het Athenaeum Illustre' eller 'het Amsterdamse Atheneum' var en stadsunderstödd "upplyst skola" (illustere school), grundad efter "de Beeldenstorm" (Reformationens "bildstormen"), i det gamla Agnieten-klostret på Oudezijds Voorburgwal 231 i Amsterdam. Berömda vetenskapsmän som Casparus Barlaeus, Gerardus Joannis Vossius och Petrus Camper har undervisat vid Atheneum, medan bland andra Peter Julius Coyet, Bernard Loder och Tobias Asser tillhör studenterna.

## Historia

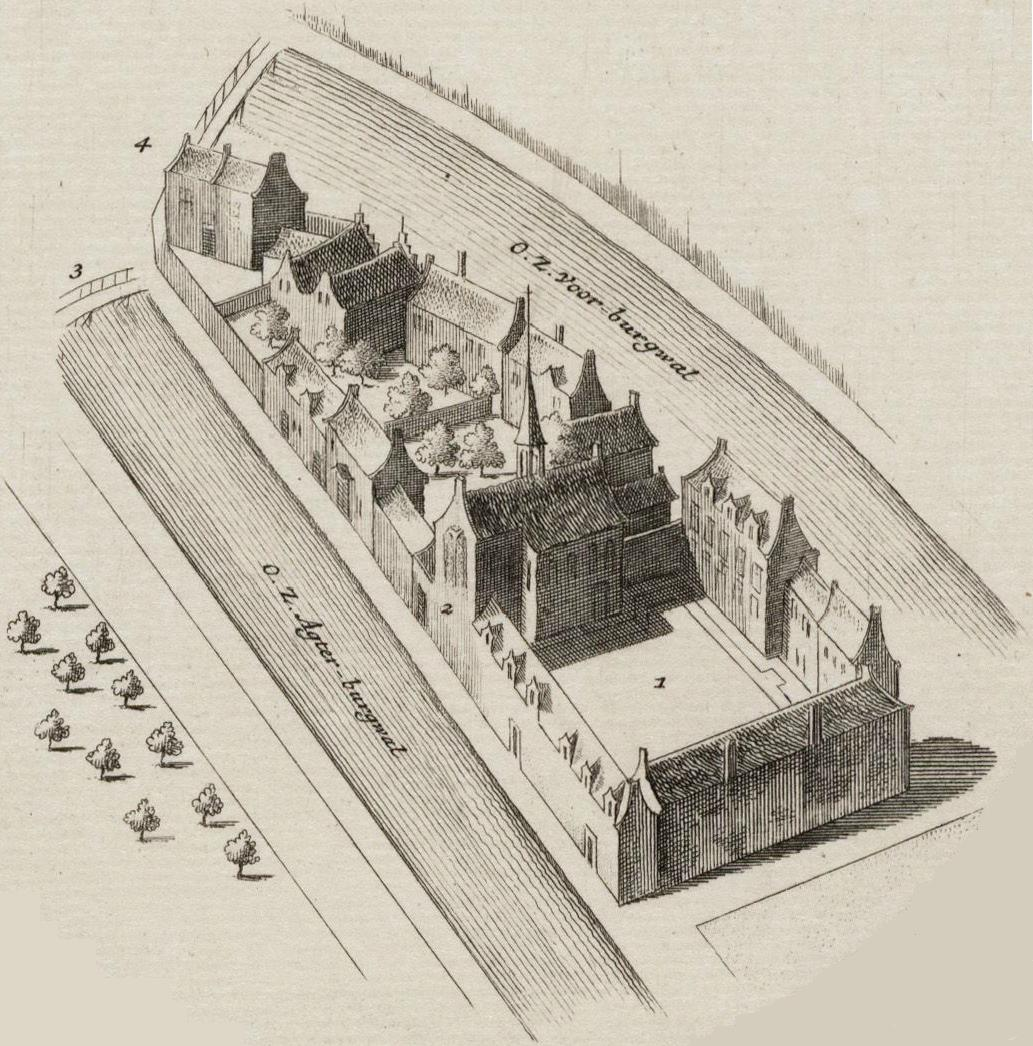
Agnietenkapellet och klostret 1544 - fågelperspektiv från norr. Kapellet är byggnaden med tornspiran (2) i bortre kanten av gården (1). Byggnaden längst bort (4) är "Huis aan de Drie Grachten" (huset vid de tre kanalerna) som ännu finns kvar.

Kapellet är allt som finns kvar av Agnietenklostret som byggdes 1470. Det byggdes om 1631 till Atheneaeum Illustre, och samtidigt flyttades den gamla porten från 1571. Fastän det betraktas som föregångare till Universiteit van Amsterdam, gick det inte att få ett diplom där före 1815, och inte förrän det ombildades till universitet 1877 fick det promotionsrätt, samtidigt som namnet ändrades till Gemeentelijke Universiteit van Amsterdam.
Professorerna utsågs av Amsterdams stadsråd och borgmästaren satt som ordförande i universitetets styrelse. Detta var förhållandet fram till 1961, då det finansiella ansvaret för skolan övergick till utbildningsministeriet.
Vid Athenaeum Illustres grundande flyttades stadsbiblioteket till vinden i Agnetienkapellet och härigenom kom det att utgöra grunden till Universiteitsbibliotheek van Amsterdam.